# Liste der Kantone im Département Côtes-d’Armor
Das Département Côtes-d’Armor liegt in der Region Bretagne in Frankreich. Es untergliedert sich in vier Arrondissements mit 27 Wahlkreisen (französisch cantons).
Siehe auch: Liste der Gemeinden im Département Côtes-d’Armor

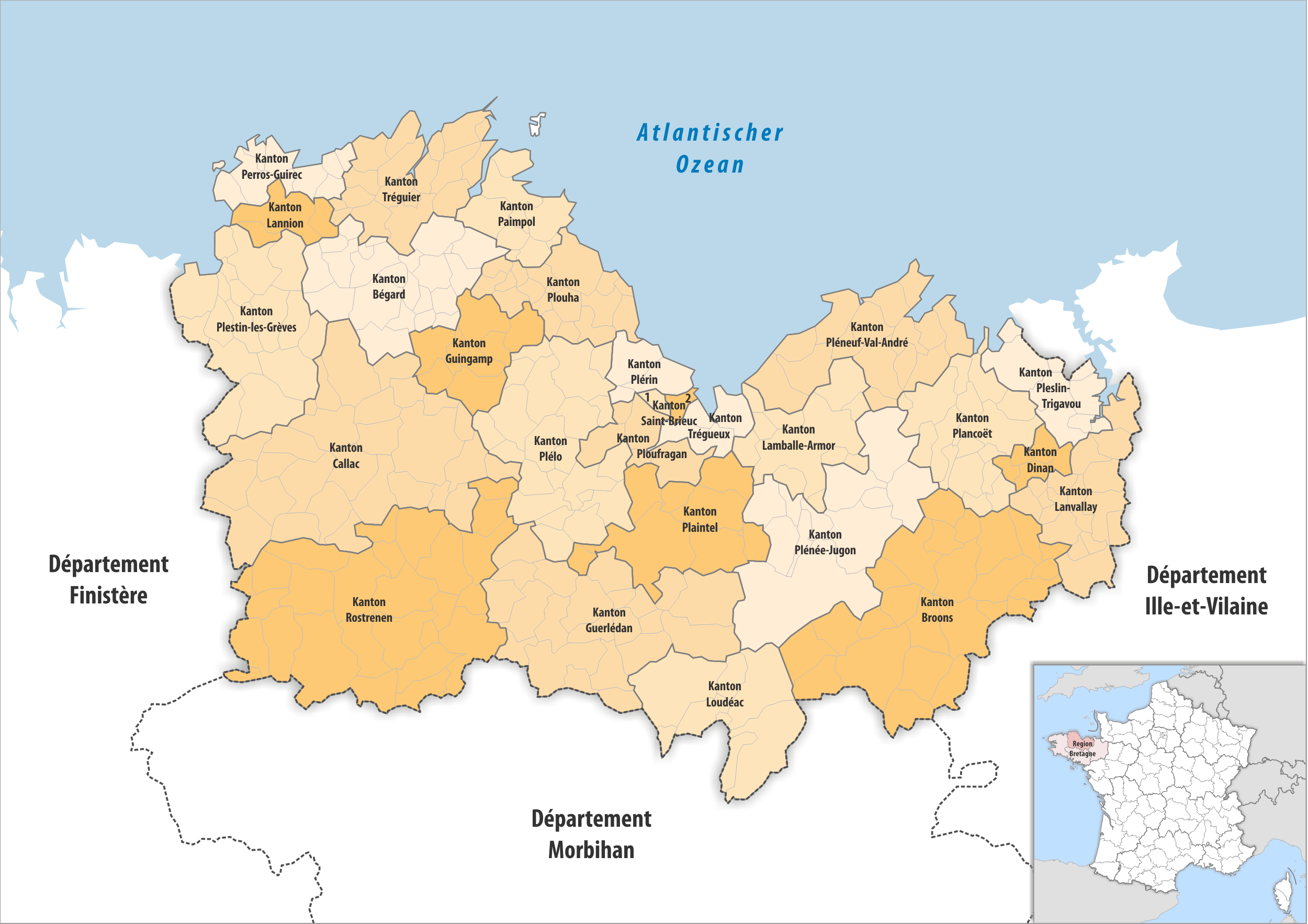
Gemeinden und Kantone im Département Côtes-d’Armor

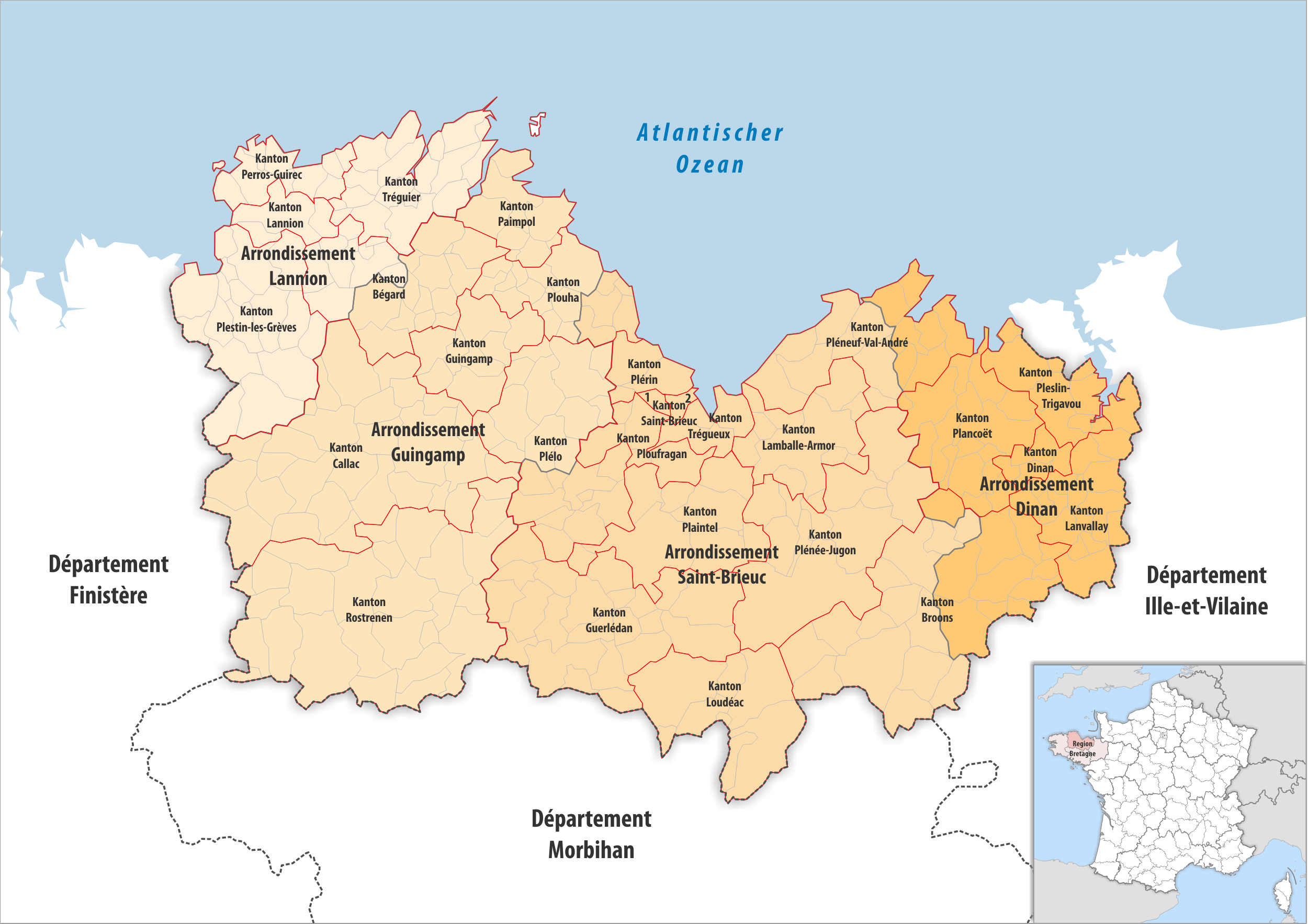
Gemeinden, Arrondissemente und Kantone im Département Côtes-d’Armor

| Kanton                    | Gemeinden | Einwohner 1. Januar 2022 | Fläche km² | Dichte Einw./km² | Code INSEE | Arrondissement(e)      |
| ------------------------- | --------- | ------------------------ | ---------- | ---------------- | ---------- | ---------------------- |
| Bégard                    | 23        | 21.956                   | 306,42     | 72               | 2201       | Guingamp, Lannion      |
| Broons                    | 25        | 24.010                   | 610,22     | 39               | 2202       | Dinan, Saint-Brieuc    |
| Callac                    | 28        | 17.922                   | 684,45     | 26               | 2203       | Guingamp               |
| Dinan                     | 5         | 24.051                   | 46,02      | 523              | 2204       | Dinan                  |
| Guerlédan                 | 22        | 19.023                   | 492,46     | 39               | 2210       | Saint-Brieuc           |
| Guingamp                  | 9         | 26.649                   | 164,21     | 162              | 2205       | Guingamp               |
| Lamballe-Armor            | 9 1⁄2     | 25.057                   | 199,34     | 126              | 2206       | Saint-Brieuc           |
| Lannion                   | 3         | 23.906                   | 67,30      | 355              | 2207       | Lannion                |
| Lanvallay                 | 17        | 21.354                   | 222,78     | 96               | 2208       | Dinan                  |
| Loudéac                   | 8         | 18.712                   | 274,00     | 68               | 2209       | Saint-Brieuc           |
| Paimpol                   | 10        | 19.167                   | 132,25     | 145              | 2211       | Guingamp               |
| Perros-Guirec             | 9         | 25.710                   | 102,38     | 251              | 2212       | Lannion                |
| Plaintel                  | 9         | 19.886                   | 258,23     | 77               | 2213       | Saint-Brieuc           |
| Plancoët                  | 17        | 19.499                   | 244,42     | 80               | 2214       | Dinan                  |
| Plélo                     | 22        | 26.100                   | 388,86     | 67               | 2215       | Guingamp, Saint-Brieuc |
| Plénée-Jugon              | 11        | 19.733                   | 436,85     | 45               | 2216       | Saint-Brieuc           |
| Pléneuf-Val-André         | 14 1⁄2    | 26.485                   | 294,07     | 90               | 2217       | Dinan, Saint-Brieuc    |
| Plérin                    | 3         | 24.158                   | 67,66      | 357              | 2218       | Saint-Brieuc           |
| Pleslin-Trigavou          | 9         | 20.538                   | 130,43     | 157              | 2219       | Dinan                  |
| Plestin-les-Grèves        | 17        | 21.150                   | 386,84     | 55               | 2220       | Lannion                |
| Ploufragan                | 5         | 23.121                   | 97,16      | 238              | 2221       | Saint-Brieuc           |
| Plouha                    | 17        | 27.456                   | 187,76     | 146              | 2222       | Guingamp, Saint-Brieuc |
| Rostrenen                 | 27        | 20.444                   | 755,80     | 27               | 2223       | Guingamp               |
| Saint-Brieuc-1            | 1⁄2       | 22.381                   | 9,89       | 2.263            | 2224       | Saint-Brieuc           |
| Saint-Brieuc-2            | 1⁄2       | 22.226                   | 11,99      | 1.854            | 2225       | Saint-Brieuc           |
| Trégueux                  | 4         | 25.693                   | 65,87      | 390              | 2226       | Saint-Brieuc           |
| Tréguier                  | 19        | 23.211                   | 239,89     | 97               | 2227       | Lannion                |
| Département Côtes-d’Armor | 344       | 609.598                  | 6.877,55   | 89               | 22         | –                      |

## Ehemalige Kantone
Vor der landesweiten Neuordnung der Kantone im März 2015 teilte sich das Département in 52 Kantone:
| Arrondissement | Kantone |
| -------------- | --- |
| Dinan          | Broons, Caulnes, Collinée, Dinan-Est, Dinan-Ouest, Évran, Jugon-les-Lacs, Matignon, Merdrignac, Plancoët, Plélan-le-Petit, Ploubalay |
| Guingamp       | Bégard, Belle-Isle-en-Terre, Bourbriac, Callac, Gouarec, Guingamp, Maël-Carhaix, Mûr-de-Bretagne, Plouagat, Pontrieux, Rostrenen, Saint-Nicolas-du-Pélem |
| Lannion        | Lannion, Lézardrieux, Perros-Guirec, Plestin-les-Grèves, Plouaret, La Roche-Derrien, Tréguier |
| Saint-Brieuc   | Châtelaudren, La Chèze, Corlay, Étables-sur-Mer, Lamballe, Langueux, Lanvollon, Loudéac, Moncontour, Paimpol, Pléneuf-Val-André, Plérin, Plœuc-sur-Lié, Ploufragan, Plouguenast, Plouha, Quintin, Saint-Brieuc-Nord, Saint-Brieuc-Ouest, Saint-Brieuc-Sud, Uzel |